# Szalánkeméni csata
A szalánkeméni csata 1691. augusztus 19-én zajlott le a délvidéki Szalánkemén falu mellett, a Duna jobb partján. A Szent Liga szövetségében harcoló, Bádeni Lajos őrgróf vezette Habsburg- és német-római császári haderő nagy győzelmet aratott a Köprülü Musztafa nagyvezír által irányított, jelentős számbeli fölényben lévő török hadak fölött.
Mindkét haderőt tapasztalt hadvezérek vezették; a török tisztikart francia tanácsadók is segítették. Badeni Lajos csapatai Szalánkeménnél egy dombháton foglaltak állást. A Zimonyból kimozduló törökök az ütközet előtti éjszaka briliáns manőverrel körülzárták a császári tábort, elvágva annak utánpótlását és visszavonulási útvonalait. A kitörési kísérletek igen súlyos véráldozatokkal jártak, mert a janicsárok minden rohamot visszavertek, de végül a korszerűbben felszerelt, jól kiképzett és fegyelmezett, modern tüzérségük erejére támaszkodó császári egységek az őrgróf által személyesen vezetett lovasrohammal, véres küzdelemben felülkerekedtek.
A csatában elesett maga Köprülü nagyvezír, számos pasa és török katonai méltóság. A keresztény oldalon életét vesztette (sokak mellett) Holstein hercege, Charles-Louis de Souches táborszernagy és Zrínyi Ádám magyar zászlósúr, Zrínyi Miklós egyetlen fia. A keresztény koalíció szalánkeméni győzelme a Magyarország területének a töröktől elhódítására indított Habsburg–török háborúk egyik legvéresebb ütközete volt. A vereség több évvel visszavetette az újabb török hadjáratokat a Balkánon, tehermentesítve a Habsburgoknak a rajnai fronton háborúzó haderejét.

## Előzmények
1683-ban az Oszmán Birodalom nagyarányú offenzívát indított Bécs elfoglalására, ezzel kitört – német történetírói kifejezéssel – a „Nagy Török háború”. Bécs második török ostromának a lengyel, német-római és Habsburg haderők 1683. szeptember 12-én a kahlenbergi csatában véget vetettek, az ostromló sereget elűzték, a várost felmentették, és Magyarország területén ellentámadásba mentek át. A keresztény szövetség haderői vették át a kezdeményezést. 1684 márciusában megalakult a pápa által kezdeményezett Szent Liga, amely célul tűzte ki a török kiűzését Európából. Augusztusban I. Lipót császár 20 évre szóló fegyverszünetet kötött XIV. Lajos francia királlyal. A következő években a Szent Liga csapatai lépésről lépésre kiszorították a törököket a Magyar Királyság és az Erdélyi Fejedelemség területéről. 1686-ban ostrommal bevették Buda várát, 1687-ben a nagyharsányi csatában megsemmisítő vereséget mértek a törökökre. 1688-ban azonban XIV. Lajos, megszegve a regensburgi fegyvernyugvási szerződést, megindította a pfalzi örökösödési háborút. A Habsburg Birodalom haderejének javát és legjobb hadvezéreit a Rajnához vezényelte. A Köprülü Musztafa nagyvezír által újjászervezett oszmán haderő ellentámadásba ment át. 1688 szeptemberében a császáriak még be tudták venni Belgrádot, de a várost a törökök már 1690 októberében rövid ostrommal visszaszerezték, ezzel egész Szerbia ismét török kézre került.
1691-ben Köprülü nagyvezír újabb hadjáratra készült, az 1690-ben elért eredmények kiszélesítésére. A Habsburgok is újabb sereget gyűjtöttek. A császár júniusban Lajos Vilmos badeni őrgrófot nevezte ki fővezérré, és új hadjárat indításával bízta meg. A Buda alól meginduló hadoszlopokhoz 6000 brandenburgi és 2000 bajor katona is csatlakozott. A keresztény fősereg összlétszáma mintegy 50 000 fő volt, 90 ágyúval. A hátország védelmére Erdélyben 12 000 embert állomásoztattak Veterani lovassági tábornok parancsnoksága alatt, Felső-Magyarországon 12 000 katona állt Nigrelli táborszernagy, kassai főkapitány irányítása alatt, 6000 embert a Szerémségbe rendeltek, hogy Erdődy Miklós horvát bán seregeit erősítsék. Badeni Lajos őrgróf azt tervezte, hogy a fősereggel Belgrád felé vonulva ütközetet kényszerít ki, döntő vereséget mér a törökökre, és visszaszerzi az elmúlt évben elveszített összes területet.

## A haderők felvonulása
Amikor a fővezér hírt kapott arról, hogy az oszmán haderő Belgrád felé vonul, maga is indulást rendelt. Mivel ő maga éppen betegen feküdt, ezért június 29-én az első 15 ezred de Souches táborszernagy parancsnoksága alatt indult dél felé Dunapentelén, Dunaföldváron és Tolnán át. A császáriak Mohácsnál, a brandenburgiak Barfus altábornagy parancsnoksága alatt Szekszárdnál gyülekeztek. A felgyógyultan érkező fővezér szemlét tartott a csapatok felett, majd csatlakozott Guido von Starhemberg altábornagyhoz, aki Eszéken állt az elővéddel. A keresztény haderő Eszéknél átkelt a Dráván, és a Duna jobb (déli) partján vonult Belgrád felé, hogy ott találkozzon az ellenséggel. Július 22-én Badeni Lajos hírt kapott, hogy II. Szulejmán szultán június 23-án meghalt, trónját öccse, II. Ahmed foglalta el. Július 29-én a had Péterváradra érkezett. Badeni Lajos itt ellátó bázist épített ki. Az utánpótlást vízi úton, dereglyéken szállították a tovább vonuló hadsereg részére, a császári folyami flottilla védelme alatt. A flottillát megerősítették, mert a török dunai sajkások (evezős hajók), Mezzomorte kapudán pasa parancsnoksága alatt a közelben cirkáltak. A had még Péterváradon állomásozott, amikor Mezzomorte támadása miatt a császári hajókat vissza kellett vonni Péterváradra, a szárazföldi had védelme alá. Még egy kedvezőtlen hír jött: Titel vára kapitulált, az egyezkedés során a törökök lemészárolták a császári (német, magyar és szerb) helyőrséget.
A török szövetségében álló Thököly Imre, aki portyázó csapatával (zömében tatárok, románok és törökök, valamint egy maroknyi kuruc) Törcsvárnál állt, és Erdélybe készült betörni, július elején Köprülü nagyvezír utasítására Orsován és Karánsebesen át Lippára vonult, majd a nagyvezír zimonyi táborába indult.
A keresztény haderő augusztus 4-én indult tovább Zimony felé. Augusztus 5–10. között Szalánkeménben állomásoztak, majd augusztus 12-én megérkeztek Zimony alá. Felderítőinek jelentéséből Badeni Lajos tudta, hogy itt a nagyvezír jól erődített tábort épített, amelyben mintegy 90 000 katonát és 200 ágyút összpontosított. Velük volt 300 francia tiszt is, főleg hadmérnöki és tüzérségi irányítók, a törökkel szövetséges XIV. Lajos hadseregéből. Belgrádnál további 30 000 főnyi török sereg állt. A francia tisztek a nagyvezírnek azonnali támadást tanácsoltak, de Köprülü Musztafa, ismerve a közeledő hadsereg erejét, úgy döntött, erődített állásaiban várja be az ellenség támadását.
Augusztus 13-án Badeni Lajos terepszemlét tartott, és a jól elsáncolt zimonyi tábor megostromlását kilátástalannak ítélte. Két napig várakozott seregével Zimony előtt, várva, hogy a törökök kimozduljanak a táborból, és ők indítsanak támadást. Ez nem következett be, a rossz ellátás és a hőség miatt azonban sok katonája betegedett meg. Az őrgróf – a nagyharsányi csatában sikerre vezető stratégiát követve – visszavonulást rendelt el, így remélte az ellenséget biztos állásából kicsalni. A sereg lassú menetben augusztus 14-én kis távolságra hátrált, majd 16–17-én egészen Szalánkeménig húzódott vissza, a falun túl a Verdnik (Vrdnik) hegy déli lejtőin foglalt hadállást. A császáriak arcvonala ekkor kelet-délkelet felé nézett, ahonnan a török támadást várta. A sereg balszárnya a Dunára, jobb szárnya egy aránylag mély földszakadékra támaszkodott.
A nagyvezír maga színlelt visszavonulástól tartott, augusztus 15-ig nem mozdult, ekkor azonban úgy ítélte, a keresztények valóban visszavonulóban vannak, és augusztus 16-án seregével üldözésükre indult. Augusztus 17-én az oszmán sereg is Szalánkeménbe ért, és állást foglalt a császáriak sáncaival szemben, mintegy 5000 lépésnyi távolságban. A nyári hőségben mindkét sereget betegségek, halálos hőguták, dezertálások gyengítették. A császáriak 33 000 katonájával szemben a nagyvezír csapatai már csak mintegy 50 000 harcképes katonát tudtak állítani.

## Az ütközet lefolyása

### Az oszmánok bekerítő manővere
Augusztus 17-ről 18-ra virradó éjszaka Köprülü Musztafa nagyvezír teljes csendben tábort bontatott. Lovasságát megtévesztésül a császári állások előtt hagyta, összes többi csapatával, beleértve az utánpótlást szállító szekereket és markotányosokat is, Kereked (Krčedin) falun keresztül, délről nagy ívben megkerülte a császáriak jobbszárnyát. Az oszmánok ezután a császáriak táborától nyugatra, a Duna fölé emelkedő magaslaton új állásokat foglaltak, ahol nyomban sáncépítésbe kezdtek. Később az oszmán lovasság ugyanezen az úton követte a sereg zömét és felzárkózott az oszmán jobbszárnyhoz, ezzel bezárták a gyűrűt a Duna partján álló császári tábor körül. A zseniális hadmozdulat ötletét korábbi magyar történetírók a nagyvezír táborában jelenlévő Thököly Imrének tulajdonítják, de későbbi kutatások azt mutatják, hogy a nagy bekerítés tervét a nagyvezír francia katonai tanácsadói dolgozták ki. A török lovasság a délkelet felé néző arcvonal déli meghosszabbításában, a domb alatti síkságon állt fel, az erődítéseken kívül. Az erődített sáncokban 40–50 000 főnyi janicsár gyalogságot és mintegy 160 ágyút helyeztek el, ezeket maga a nagyvezír parancsnokolta. A török lovasságot Ibrahim pasa szeraszkír (fővezér) parancsnoksága alá helyezte, egy kisebb lovas egységet Thököly Imre irányíthatott.
A császári hadsereg ezzel igen veszélyes helyzetbe került. A hátában felvonult ellenség elvágta minden visszavonulási és utánpótlási útvonalát. A jelentős létszámfölényben lévő oszmánok immár a császári tábor fölé magasodó terepszakaszon sáncolták el magukat. A másnapot, augusztus 18-át a törökök a sáncok építésével töltötték. A Dunán felvonult a császárinál nagyobb erejű szultáni folyami flottilla is. Augusztus 18-án napközben a törökök rajtaütöttek a császáriaknak szánt, Péterváradról vízi úton érkezett, életfontosságú élelmiszer-szállítmányon. A szállítmányt fedező legénységet, két dragonyos ezredből és két vértes ezredből kirendelt különítményt a törökök lekaszabolták. A 200 szekérnyi élelmiszer, 1200 ökör, tartalék ló, és más felszerelés az ellenség zsákmánya lett.

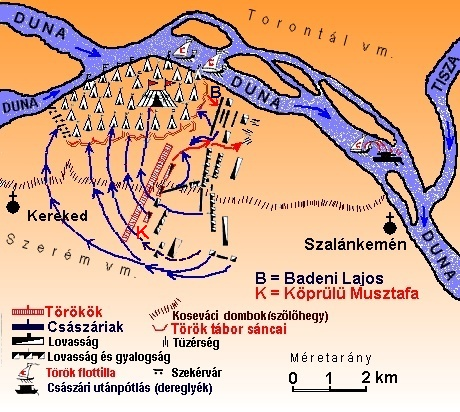
Hadrend az arcvonal megfordítása után és a csata műveletei

### Badeni Lajos haditerve és hadrendje
Badeni Lajos kényszerhelyzetbe került. Hadereje a bekerítésből csak úgy szabadulhatott, ha rövid időn belül támadást intéz a török állások ellen. Ehhez azonban saját hadrendjén is változtatni kellett. Augusztus 19-én délelőtt a császáriak nyugati irányba fordították át saját arcvonalukat, amelyet mintegy 45 000 ember és 90 ágyú alkotott. Az arcvonal megfordítása után Badeni Lajos csatarendbe állította csapatait. Három harcvonalat képezett:
A jobb szárnyon a gyalogság zöme, 20 zászlóalj állt, két harcvonalban, a Dunára támaszkodva, őket a francia származású Charles-Louis (Karl Ludwig) de Souches gróf táborszernagy vezette. Mögöttük egy magaslatra felvontatva települt a császári had csaknem teljes tüzérsége, innen tűz alá vehették a török tábort és a megerősített sáncokat. A centrumban Hans Albrecht von Barfus altábornagy parancsnoksága alatt a brandenburgi hadtest állt, ez 17 gyalogos zászlóaljból és 31 lovas századból (svadronból) állt. A császári balszárny az arcvonal keleti végén, a síkságon, a török lovassággal szemben foglalt állást. Itt 16 gyalogos zászlóalj és 85 lovas század erő állt, Johann Heinrich von Dünewald altábornagy parancsnoksága alatt, három csoportba tagolva. A magyar huszárság (Batthyány- és Zichy-huszárok), valamint Jovan Monasterlija rác lovassága a harmadik harcvonalban állt fel, Johann Andreas Corbelli gróf vezérőrnagy főparancsnoksága alatt. A balszárny oldalfedezetét Hofkirchen tábornok 21 lovas százada és 3 gyalogos zászlóalj biztosította. Badeni Lajos tartalékát egyetlen lovas egység képezte, amelyet a fővezér a jobb szárny mögött állított fel, Holstein hercegének parancsnoksága alatt. A császári sereg ellátó oszlopa (a „trén”) a jobbszárny mögött, a Duna partján állt, őket néhány zászlóalj, egy lovas század és egy tüzérüteg fedezte.
Az oszmánok nem zavarták meg a manővert. A tapasztalt Köprülü Musztafa nagyvezír számára is nyilvánvaló volt, hogy a császáriaknak hamarosan meg kell támadniuk a megerősített állásokban türelmesen várakozó oszmán csapatokat, ezért nyugodtan kivárta a fejleményeket. Délután 3 órára Lajos csapatai készen álltak a támadásra.
Lajos őrgróf haditerve szerint Dünewald altábornagy a bal szárnyon (délnyugaton) álló lovasságával megrohamozza és szétszórja a török jobb szárnyán álló szpáhi lovasságot, ezután a megerősített sáncok gyalogságának oldalába és hátába kerül, kiveti őket állásaikból, és végül a Dunába szorítja őket. A közép és a jobb szárny szemből támadja a sáncokat, nehogy a beásott janicsárok, erődítéseik védelme alatt, a megtámadott török jobb szárny segítségére siethessenek. A fővezér úgy tervezte, hogy a bal szárny lovas támadása odatereli az ellenség figyelmét, és dél felé irányuló átcsoportosításra készteti, csak ezt követően kellett de Souches-nak a jobb szárnyon (északon) végrehajtania a végső támadást.

### A császáriak első támadása
Délután 3 órakor a császári balszárny megindította az első támadást. Itt Badeni Lajos a gyalogos és lovas egységeket vegyes támadó kötelékekbe rendezte, hogy a harcoló csoportok harcképességét megnövelje. Emiatt azonban a nehezen járható terepen az előrehaladás nagyon lelassult.
A jobbszárnyon de Souches táborszernagy előrevontatta a császári tüzérséget, és közelről, mintegy 200 lépés távolságból ágyúztatni kezdte az oszmánok állásait, hogy gyalogosai megrohamozhassák azokat. A török tüzérség, melyet mintegy 300 jól képzett francia királyi tüzértiszt irányított, viszonozta a tüzet. Amikor de Souches úgy látta, az ágyúzás megfelelő rombolást végzett a sáncokban, megindította a császári gránátosok támadását. Személyesen vezette a rohamot a török állások ellen, emberei betörtek a sáncok közé, de beleütköztek a janicsárok kemény ellenállásába. Az oszmán tüzérség pusztító tüzén is keresztül kellett hatolniuk. Az eredeti haditerv felborult, mivel de Souches csapatai, amelyeknek eredeti feladata „csupán” a bal szárnyon kibontakozó fő támadás tehermentesítése lett volna, súlyos csatába bonyolódtak a törökökkel. A császáriak rohamai megtörtek, maga De Souches táborszernagy is elesett a harcban, ekkor a császári zászlóaljak visszavonultak.

### Janicsár ellentámadás a császári jobbszárny ellen
A császáriak támadás-sorozatának kudarcát a janicsárok ellentámadása követte a császári jobbszárny ellen. De Souches táborszernagy elestével itt megszűnt az egységes parancsnoki irányítás. Az amúgy is megtépázott jobbszárnyon válságos helyzet alakult ki. Az oszmánok előrenyomulását és a császári jobbszárny összeomlását csak a nagy kaliberű tüzérütegek összpontosított tüzével és Holstein herceg tartalékából négy vértes ezred bevetésével tudták elhárítani, nagy nehézségek között, súlyos veszteségek árán.
A jobbszárny vezetését az elesett De Souches helyett Guido von Starhemberg gróf, altábornagy vette át. Csapataival új támadást indított, de az oszmánok ezt is visszaverték. A rohamban maga Starhemberg is súlyosan megsebesült, mellkasába török nyíl fúródott. Sebe ellenére Starhemberg újabb rohamra vezette embereit, de az oszmánok ezt a harmadik támadást is visszaverték. A császáriak embervesztesége hatalmasra nőtt. Különösen a vezénylő tisztikar ritkult meg. Az egész császári jobbszárny megingott, a csapategységek már alig voltak harcba vethető állapotban.
Ezzel egyidejűleg az oszmán dunai flottilla, Mezzomorte pasa parancsnoksága alatt ismét megtámadta a császáriak hajóit. A számbeli fölényben lévő oszmánok gyorsan felülkerekedtek a gyengébb erőt képviselő császáriakon, szétszórták annak hajóit, és állást foglaltak a török arcvonal balszárnyának végénél, a part közelében, készen arra, hogy útját állják az esetleg újjászerveződő császári hajóknak. Ezzel végképpen elvágták Badeni Lajos utolsó, a Dunán keresztül vezető visszavonulási útját is.

### A török lovassági támadás visszaverése
Ezalatt a császári balszárny egységei átküzdötték magukat az átláthatatlan terepen, és tovább nyomultak előre a török tábor felé. Mozgásuk közben azonban elszakadtak a centrumtól. A tapasztalt Köprülü Musztafa nagyvezír rögtön észrevette a császári harcvonalban nyíló rést. Kihasználta a kínálkozó alkalmat, és teljes lovasságát rohamra vezette császári balszárny és közép csapatai közötti meggyengült térben. A szpáhi lovasok áttörték a császáriak első vonalát, visszavetették a császári lovasságot, és betörtek a centrumba is. Megütköztek az itt felállított brandenburgi hadtest egységeivel, amelyek keményen állták a rohamot. Barfus altábornagy több gyalogos zászlóalját megkerülő hadmozdulatra vezette, és ezekkel kétfelől oldalba támadta az oszmán lovasságot. A császáriak és a brandenburgiak heves kereszttüzébe került szpáhik súlyos veszteségeket szenvedtek, és végül megfutamodtak.

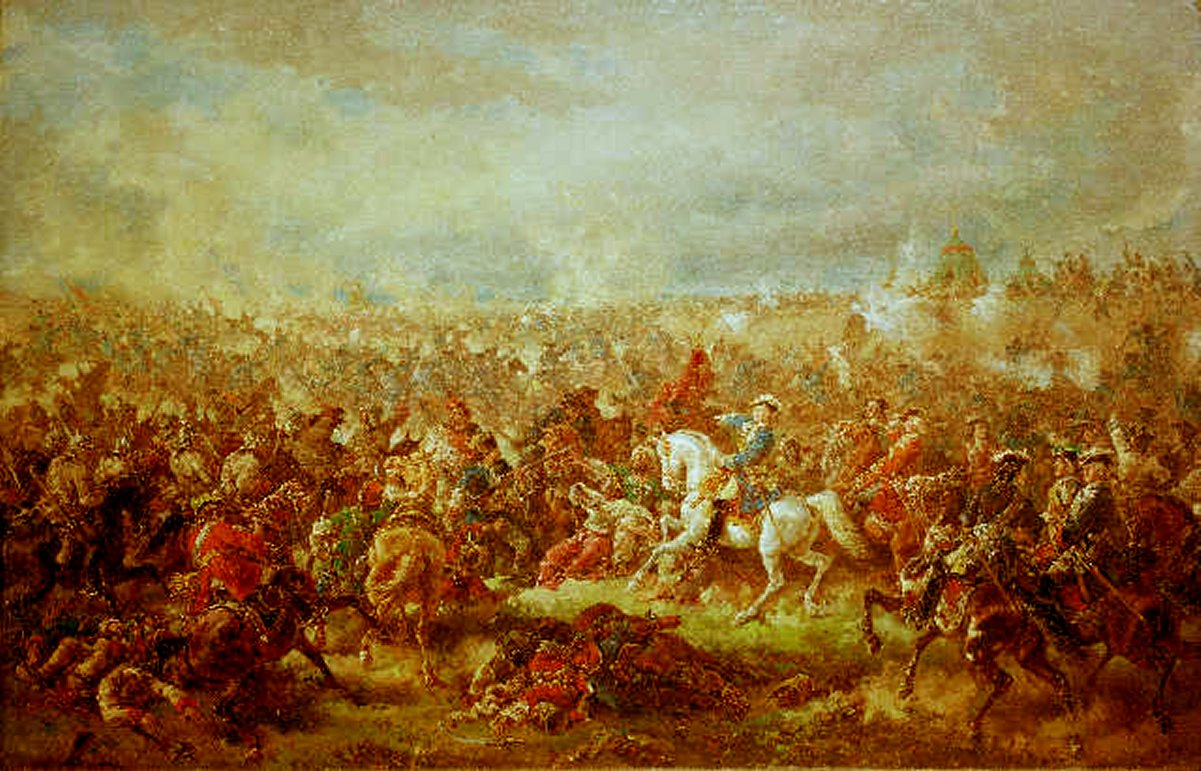
Friedrich Kaiser festménye a szalánkeméni csatáról (1870-es évek)

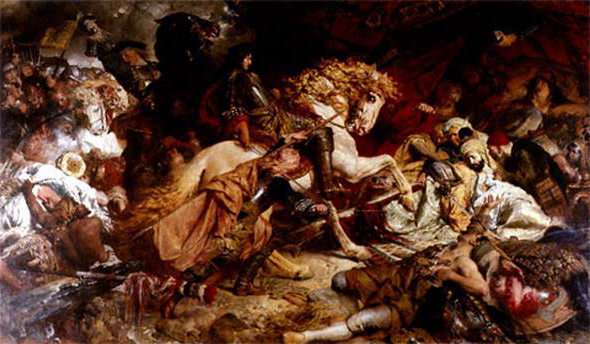
Ferdinand Keller: Báden őrgrófja a haldokló Köprülü Musztafa mellett (heroizáló neoromantikus festmény 1878-ból)

### Döntő roham az oszmán sáncok ellen
A reménytelennek látszó helyzetben Lajos Vilmos őrgróf meglátta az utolsó lehetőséget: a szultáni lovasság az előbbi, sikertelen támadása után még éppen csak rendeződőben volt, és két nagyobb elkülönült csoportba széttagolva állt. Az őrgróf személyesen szervezte át a balszárnyon álló csapatait. Dünewald tábornok lovas századait, amelyek eddig a gyalogsággal kevert elrendezésben álltak, gyorsan kivonta a harcvonalból, és bal felé csoportosította őket. Erősítésként melléjük rendelte Holstein hercegének tartalék lovasságát. Az így egyesített császári lovasságot Lajos újabb támadásra rendelte a rendezetlenül mozgó szpáhik ellen, akik még nem vették fel a harci alakzatot, és nem tudtak számottevő ellenállást kifejteni az őket megrohanó császári lovassággal szemben.
A végső lovasrohamot maga Badeni Lajos vezette. Az első összecsapás nyomán az oszmán lovasság egy része nyugat felé kitért és szétszóródva elmenekült a harctérről. Az ellenség zömét azonban sikerült visszanyomni az oszmán táborba, a védősáncok mögé. A császári balszárny előtt megnyílt a tér, a védtelenül maradt oszmán oldalvéden keresztül az odaérkező császári gyalogság eredményesen támadhatta a nagyvezír táborát. A sáncokba szorult janicsárok a végsőkig védekeztek a minden irányból rájuk törő császáriak ellen. Maga Köprülü Musztafa nagyvezír is harcba szállt, a legveszélyeztetettebb ponton bátorította embereit. Amikor azonban a nagyvezír is elesett a küzdelemben, a janicsárok között kitört a pánik. A császári gyalogság és a velük együtt harcoló szerb milicisták felülkerekedtek, betörtek a sáncokba és vad öldöklésbe kezdtek. A sötétség beálltáig a győztesek minden ellenséges katonát lemészároltak a tábor sáncai között. Sok menekülőt foglyul ejtettek. Az oszmán főparancsnokon, Köprülü Musztafán kívül az elesettek között volt a janicsárok 15 ezredese és 18 további pasa is.

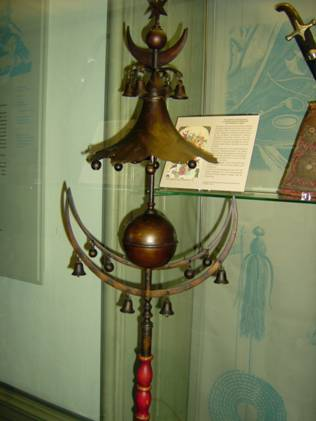
Zsákmányolt török hadijelvény (Hadtörténeti Múzeum, Rastatt)

## A győzelem ára és a győztesek zsákmánya
A győzelem másnapján, augusztus 20-án Badeni Lajos rövid jelentést írt a császárnak. Egy fiatal tiszt, Karl von Vaudemont vitte Bécsbe, jutalmul a harcban tanúsított kiemelkedő vitézségéért. Lajos így számolt be az uralkodónak az ütközetről: „Bár sok vérbe került, fájdalmunkat enyhíti, hogy a mi veszteségünk semmi az ő veszteségükhöz képest, és e haditett olyan helyzetbe hozta őket, hogy reményeink szerint idén már nem lesznek képesek semmi komoly lépésre.”
Az oszmán haderő legalább 25 000 embert veszített, eredeti létszámának felét. Elesett maga Köprülü Musztafa nagyvezír és Ibrahim pasa, a szeraszker is. A vert had maradéka szétszóródott. Maradványai Belgrád és Niš felé menekültek, más részei szétszóródva rabló szabadcsapatokká süllyedtek. A Belgrádba visszajutott menekülőket az új nagyvezír, Ali pasa csak a következő hetekben tudta összegyűjteni és harcképes kötelékekbe szervezni. Thököly Imre maradék embereivel és a hozzá csapódott tatár csoportokkal Temesvár, Gyula és Borosjenő térségébe vonult vissza portyázni.
A keresztény szövetségesek drágán fizették meg a győzelmet. Mintegy 7000 katonájuk esett el, ez a felvonult haderő nagyságához képest igen magas arányú veszteséget jelentett. Maga Badeni Lajos „az évszázad legvéresebb csatájának” nevezte az ütközetet. A császári oldalon életét veszítette sok magas rangú csapatparancsnok, köztük de Souches gróf, táborszernagy, Holstein hercege, Arenberg herceg és Zrínyi Ádám gróf, magyar zászlósúr, a Muraköz főkapitánya, Zrínyi Miklós egyetlen fia, továbbá nagyszámú képzett főtiszt.
A győztesek kezébe jutott az oszmán nagyvezír tábora, a hadi pénztár, a teljes hadtáp és az összes oszmán ágyú, összesen 158 darab. Badeni Lajos – akit népe „Lajos, a török” (der Türkenlouis)” becenéven emlegetett – nagy győzelmet aratott. A császárnak írt jelentésében büszkén számolt be arról, hogy sikeresen elzsákmányolták a nagyvezír parancsnoki lobogóját és az összes pasa valamennyi harci zászlóját is. Az őrgróf később, a foglyok kivallatása során tudta meg, hogy maga Köprülü Musztafa nagyvezír is a halottak között van. Ausztriában a győzelem megörökítésére hamarosan emlékérmet vertek, amely felsorolta a hadizsákmány fontosabb anyagi tételeit: „10 000 marha, 10 000 sátor, 4 lófarkas parancsnoki zászló, 14 parancsnoki jelvény, 5000 ló, továbbá 2000 málhás teve és öszvér.”

## A csatát követő hadműveletek
A szultáni udvart sokkolta a szalánkeméni katasztrófa híre. II. Ahmed szultán azonnali békekötést kívánt, de az új nagyvezír, Ali pasa a francia tanácsadók támogatásával elérte a háború folytatását. A szultán Halil aleppói pasát nevezte ki magyarországi fővezérré (szeraszkerré). Halil komoly csapaterősítésekkel indult a veszélyeztetett Belgrád felé.
Lipót császár Belgrád azonnali ostromát kívánta. Badeni Lajos azonban úgy ítélte, nem maradt elég katonai ereje, hogy megvalósíthassa eredeti stratégiai tervét, az elveszített balkáni területek nagyarányú visszafoglalását. Meggyengült seregével, a megritkított dunai flottillára támaszkodva, lehetetlennek ítélte a további déli irányú előrenyomulást. A fővezér lemondott Belgrád ostromáról annak ellenére, hogy a vár oszmán védői még sokáig nem jutottak erősítéshez.
Lajos őrgróf javaslatára a bécsi Haditanács Temesvár vagy Nagyvárad ostromát határozta el. A fővezér ezért augusztus 24-én Karlócán át Péterváradra vonult, itt hadihidat veretett, és sebesültjeit átszállíttatta Eszékre. A harcképes egységeket kétfelé osztotta. Croÿ herceg tábornagy parancsnoksága alatt 5 gyalog- és 4 lovas ezredet, a Batthyány-huszárokkal a Száva völgyében nyugat felé, a Szerémségbe küldte. Ezek Erdődy Miklós horvát bán csapataival együttműködve elfoglalták Pozsegát. Október 19-én bevették Bródot, majd október 28-án Gradiskát, végül Pakrácot. Az év végére a Szerémség legnagyobb része a császáriak birtokába jutott.
Maga Badeni Lajos összes maradék emberével (mintegy 14 000 katonával) szeptember 6-án Péterváradnál szintén átkelt a Dunán és észak felé vonult. Szeptember 22-én Zentán és Szegeden át megérkezett Szolnokra, itt bevárta a számára Egerből és Budavárból odarendelt ostromágyúkat. Kiegészült seregével szeptember 27-én átkelt a Tiszán, október 10-én Nagyvárad alá érkezett, és ostrom alá fogta a törökök által erősen védett várost és várat. Október 16-án Barfus brandenburgi és Starhemberg császári gyalogsága elfoglalta a várost, de a vár falairól visszavetették őket.  Az ostromot télre felfüggesztették, Nagyváradot csak 1692. június 5-én tudta elfoglalni Heissler lovassági tábornok, akit időközben kiváltottak Thököly fogságából.
Amikor Thököly és portyázói (még júliusban) elvonultak a Törcsvári-hágótól, az erdélyi határt vele szemben védelmező Veterani tábornok Brassó környékéről a Nagy-Küküllő és Maros folyók völgyében Dobrára vonult, tartva Thököly ottani támadásától. A törökök – és Thököly – szalánkeméni veresége után Veterani csapatai szeptember 12-én bevették Lippa várát. A tél beálltáig Veterani még elfoglalta Lugost és Karánsebest is.
Badeni Lajos őrgrófot a sikeres hadműveletekért I. Lipót császár kinevezte a teljes haderő „császárt helyettesítő főhadparancsnokává” (Generalleutnant aller kaiserlicher Truppen). Kinevezte Győr kormányzójává is. Spanyolország (szintén Habsburg) királya, II. Károly, a hadvezért rövidesen az Aranygyapjas rend lovagjává emelte.

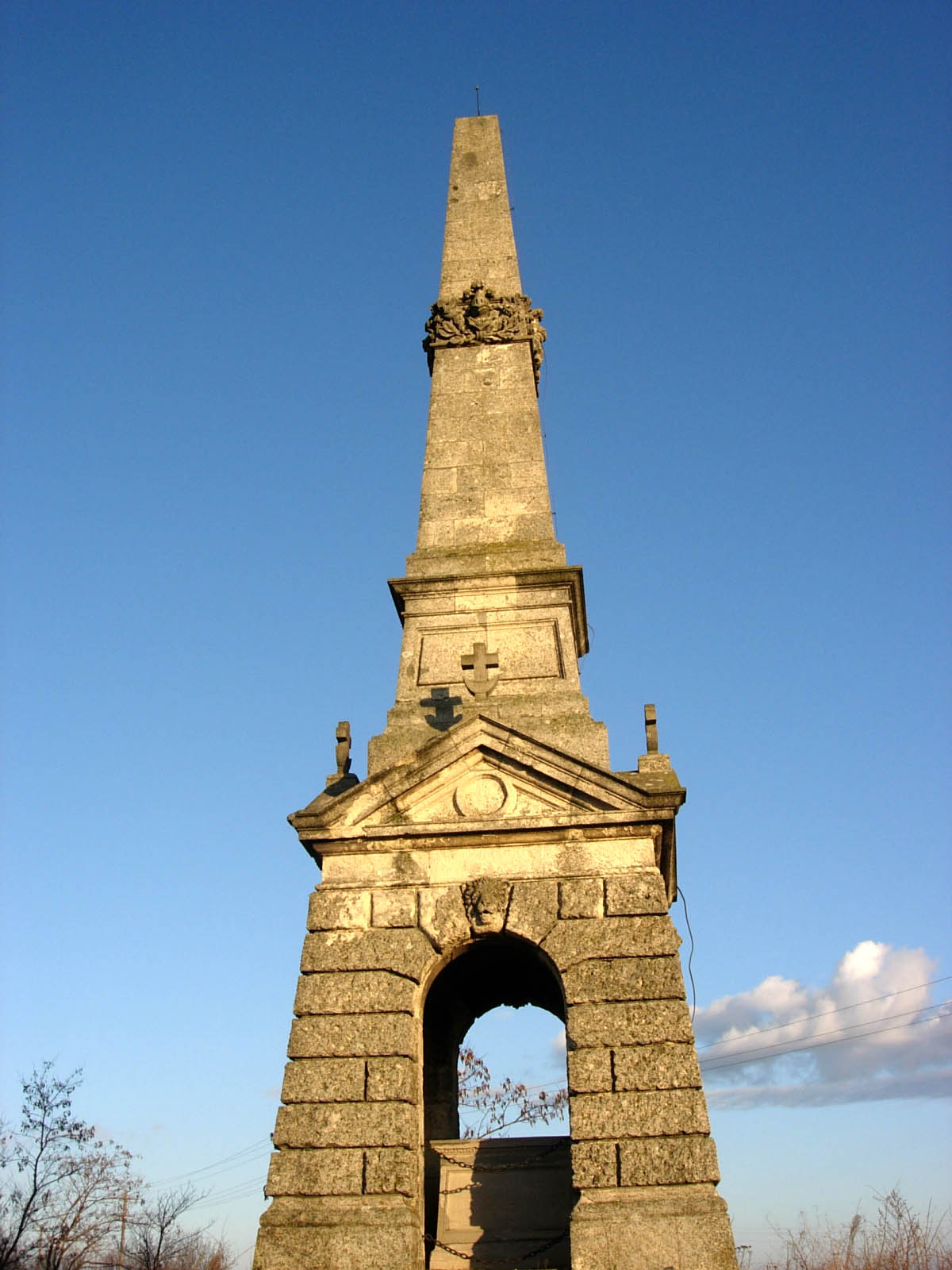
A csata emlékműve Szalánkemén közelében

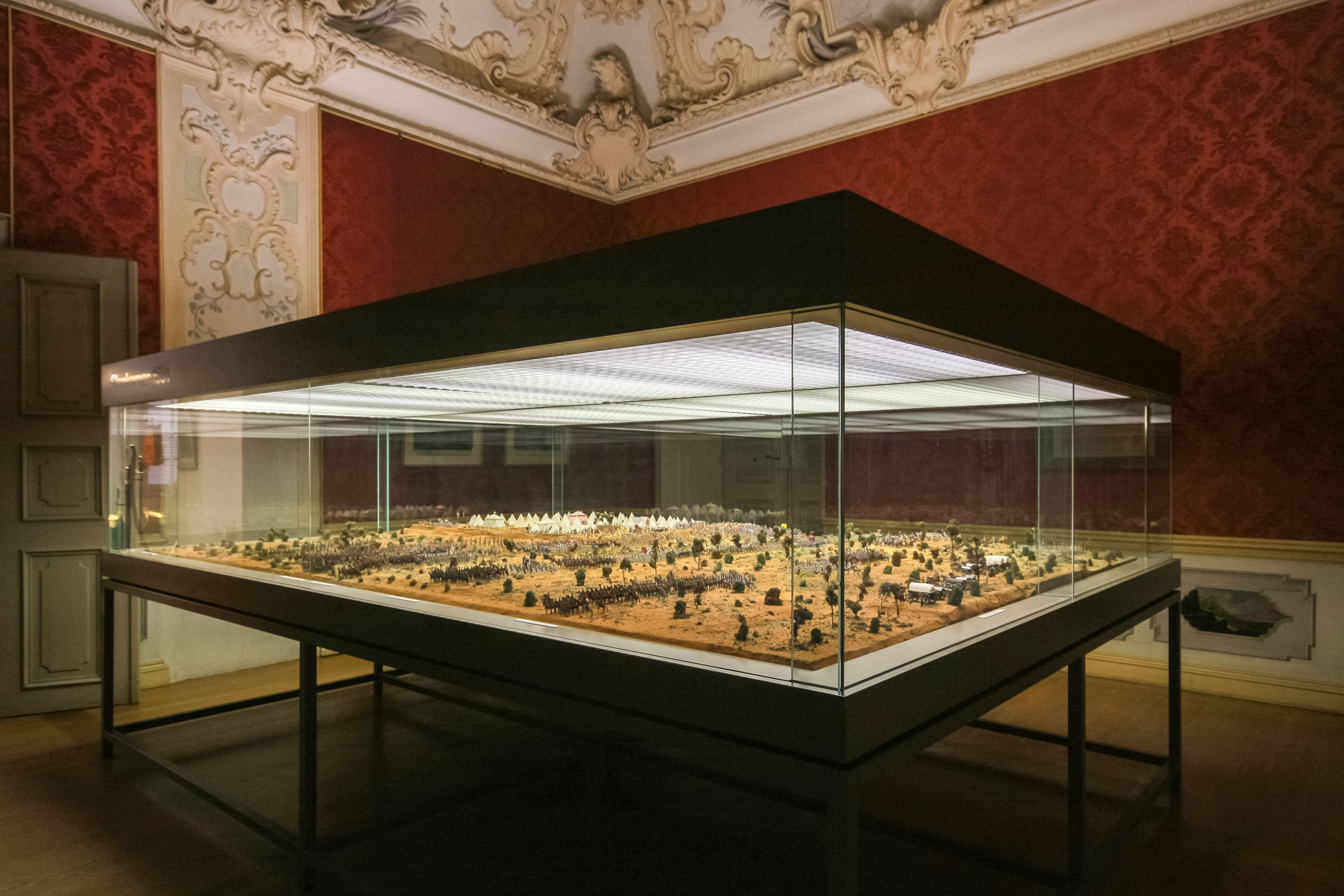
A csata a terepasztalon (Hadtörténeti Múzeum, Rastatt)

## Következmények
A Szalánkeménnél kivívott győzelem a Habsburg Birodalom számára rendkívüli jelentőségű volt. A számbelileg kisebb, de korszerűbben szervezett, kiképzett és jól irányított császári haderő képes volt kitörni az oszmán bekerítésből. Az ütközet előtti éjszaka végrehajtott oszmán átkaroló hadművelet Badeni Lajos csapatait rendkívül kockázatos helyzetbe hozta. Ha a keresztény haderő ebben a helyzetben vereséget szenved, az teljes pusztulásához vezetett volna. Egy ilyen csapás az évek óta  két fronton harcoló Habsburg erőket nehezen helyrehozható, súlyos stratégiai hátrányba lökte volna. A keservesen kivívott győzelem és az azt követő mészárlás azonban a törököknek olyan súlyos veszteségeket okozott, hogy az oszmán haderő az év hátralévő részében, sőt a következő évben sem volt képes nagyobb szabású offenzívát indítani a Balkánon. A szalánkeméni győzelem tehát jól érezhetően tehermentesítette a Habsburgokat és a német-római birodalmi haderőt. Nyugat-Európában ezekben az években folyt a Franciaország elleni véres pfalzi örökösödési háború, a császári hadvezetés nagyobb erőket tudott átcsoportosítani a rajnai és a németalföldi frontokra.
A csatát elemző későbbi történészek rámutatnak az 1691. évi hadjáratban elkövetett hadvezetési hibákra is. A hátország (Észak-Erdély és Felső-Magyarország) védelmére indokolatlanul sok csapatot tartottak vissza, Badeni Lajos emiatt 15-25 000-rel kevesebb emberrel indulhatott hadba. A császári had súlyos elővigyázatlanságára utal az a tény, hogy a törökök az éjszakai megkerülő hadműveletet teljesen észrevétlenül hajthatták végre. A nagyvezír első briliáns akcióját azonban nem követték további lépések. Súlyos hátrányba jutott ellenségét nem támadta meg, hanem kivárta, hogy az megfordítsa saját arcvonalát, és kezdeményezőként lépjen fel. Badeni Lajos kiváló hadvezéri képességeit mutatja, hogy a hátrányos helyzetet a maga javára tudta fordítani. Az őrgróf azonban alábecsülte a török vereség hatását. A hadvezér nélkül maradt balkáni oszmán haderő szétzüllött, a császári haderő a siker reális esélyével vívhatta volna meg Belgrádot is.
A Habsburgok azonban nem aknázták ki a Balkánon elért átütő sikert. A magyarországi és az erdélyi frontokon a szalánkeméni győzelem nyomán csak kisebb, helyi jelentőségű győzelmek születtek.

## A csata emlékezete
A csata 200. évfordulóját követően, 1892-ben Szalánkemén közelében felavatták a csata 16 méter magas obeliszk-emlékművét. Az ünnepségekre többek között Stevan Stojanović Mokranjac szerb zeneszerző (1856–1914) írt kórusművet, Jovan Jovanović Zmaj szerb romantikus költő (1833–1904) írt dicsőítő hőskölteményt.
A Bádeni Lajos őrgróf által épített rastatti kastélyban ma a Hadtörténeti Múzeum (WGM Rastatt) működik. Egyik részlege a szalánkeméni csatát mutatja be.
A karlsruhei kastélyban működő Badeni Tartományi Múzeum (Badisches Landesmuseum) török részlege (Türkenkammer) őrzi a Lajos őrgróf által zsákmányolt és hazaküldött török fegyvereket, jelvényeket, használati és műtárgyakat (Türkenbeute).